# Villa Ascarelli
La villa Ascarelli est un édifice résidentiel de Naples, situé via Palizzi, en face de la villa Russo Ermolli.
La villa a été construite en style Art nouveau napolitain (ou Liberty napoletano), par Adolfo Avena entre 1913 et 1915. Elle est l'une des premières structures à utiliser le béton armé.
Le bâtiment est situé à flanc de colline, au sommet d'un virage en lacet; d'où l'élévation particulière de la structure, qui absorbe la différence de hauteur avec une petite base.
La villa est irrégulière par ses formes et de couleur entièrement jaune. 

## Autres projets